# Бриория
Бриория (лат. Bryoria) — род лишайников семейства Пармелиевые (Parmeliaceae). Включает около 50 видов.

## Описание

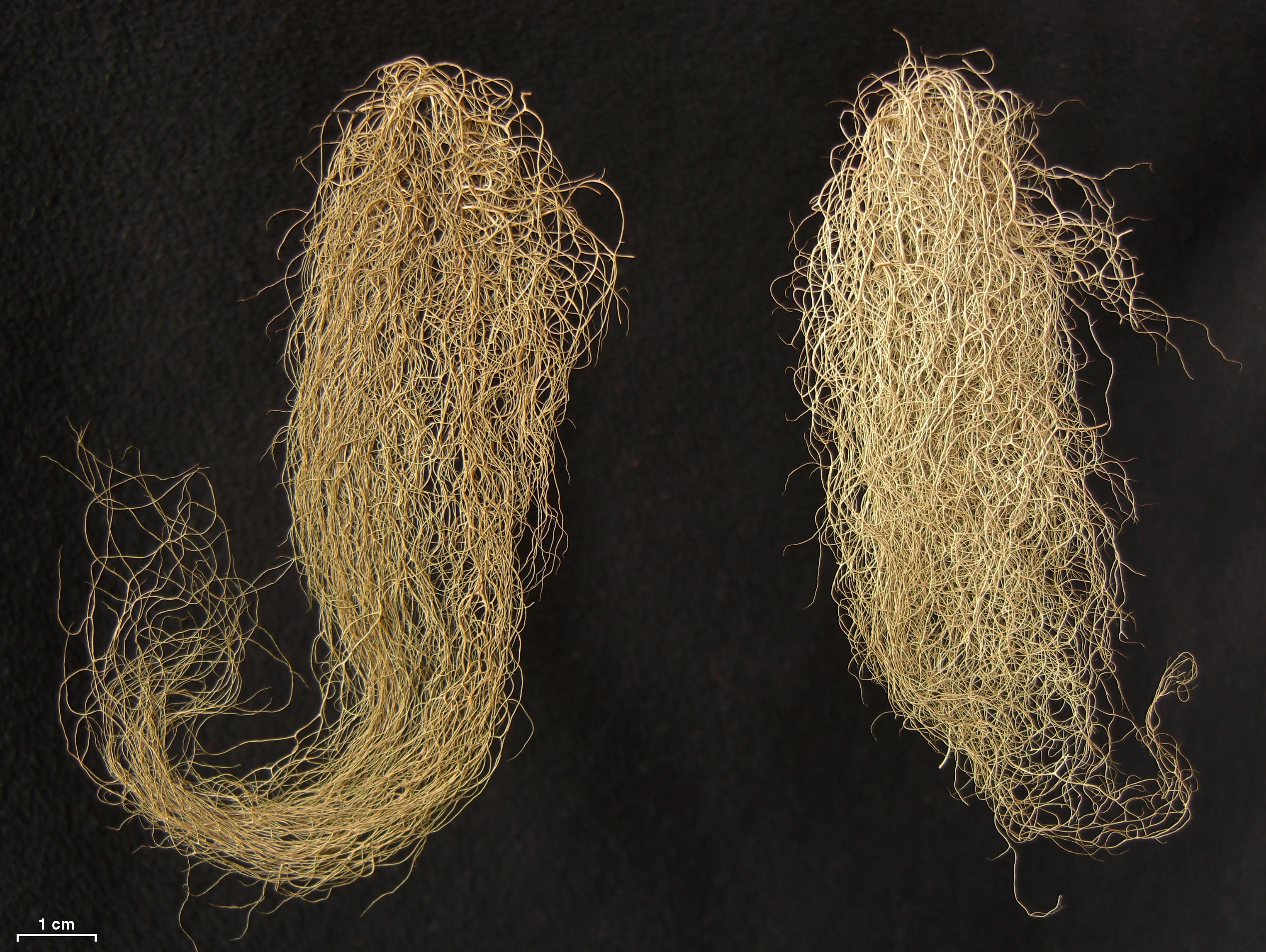
Bryoria pseudofuscescens (слева) и Bryoria capillaris (справа)

Таллом кустистый, бородовидный, свисающий или распростёртый. Ветви тонкие, длинные, нитевидные, по всей длине округлые в поперечном сечении, обычно без боковых веточек. Окраска коричневатая, красновато-коричневая, вплоть до почти чёрной, реже сероватая или ближе к белой, зеленоватая или желтоватая. Размножение соредиями. Соралии плоские или бугорчатые, иногда отсутствуют; апотеции образуются редко. Сумки булавовидные, с восемью эллипсовидными бесцветными спорами. Таллом содержит фумарпротоцетраровую кислоту.

## Ареал
Встречаются на всех континентах. Особенно широко представлены в умеренных и более северных областях, преимущественно в лесных и горных районах. В России около 20 видов.

## Среда обитания
Большинство бриорий — эпифиты. Обитают на ветвях и стволах хвойных (ели, сосны и пр.), реже лиственных деревьев, иногда также на почве, скалах, гниющей древесине. Некоторые виды чувствительны к загрязнению воздуха.

## Значение
Бриории могут служить кормом для оленей, белок-летяг, полёвок и прочих грызунов. Один из видов, Бриория Фремонта (занесённый в ряд Красных книг России), считается съедобным для человека и употребляется в пищу индейцами Северной Америки.